# Árstíðir
Árstíðir je islandská hudební skupina žánru chamber pop. Její název znamená v překladu „roční období“.
Skupina vznikla v roce 2008 v Reykjavíku. Ve svém projevu spojuje rock, folk a islandský folklór, využívá klasické nástroje i elektroniku, pro jejich minimalistické balady je charakteristický sborový zpěv. Na albu Verloren Verleden spolupracovali Árstíðir s nizozemskou zpěvačkou Anneke van Giersbergen. Známé jsou jejich vánoční koncerty v dřevěném luteránském kostele Fríkirkjan í Reykjavík.
V roce 2012 získali cenu poroty na festivalu Folkherbst v Plavnu. Hitem YouTube se stala jejich nahrávka středověké islandské písně zpívané v nádražní hale ve Wuppertalu.
Skupina původně vydávala desky na vlastním labelu Nivalis, v roce 2017 podepsala smlouvu s francouzskou nahrávací společností Season of Mist. Skladba Himinhvel byla nahrána ve studiu v Rožnově pod Radhoštěm.

## Diskografie
- 2009: Árstíðir
- 2009: Live at Fríkirkjan
- 2011: Svefns og vöku skil
- 2012: Tvíeind
- 2015: Hvel
- 2016: Verloren Verleden
- 2018: Nivalis

## Sestava
- Gunnar Már Jakobsson (barytonová kytara, zpěv)
- Ragnar Ólafsson (klavír, zpěv)
- Daniel Auðunsson (kytara, zpěv)